# Соане Тонга'уиха
Соане Тонга'уиха (енгл. Soane Tonga'uiha; 21. јануар 1982) професионални је тонгански рагбиста, који тренутно игра за Ојонакс. Рођен је у Тонги, али је са родитељима емигрирао на Нови Зеланд, када је имао 8 година. Рагби је почео да тренира када је напунио 15 година. У ИТМ Купу је одиграо 4 мечева за Окленд. За Нортхемптон је одиграо 184 утакмице и постигао 115 поена, за Расинг 92 је одиграо 14 мечева, а за Ојонакс је до сада дао 10 поена у 28 мечева. Занимљиво је да је у млађим категоријама играо за Нови Зеланд, са којим је освајао светско првнество за младе, али је у сениорској конкуренцији одлучио да игра за своју Тонгу, бранио је боје Тонге 18 пута и постигао 1 есеј. Играо је на два светска првенства (2007 и 2011). Ожењен је и има једног сина.